# Lycopodium hickeyi
Lycopodium hickeyi là một loài thực vật có mạch trong Họ Thạch tùng. Loài này được W.H. Wagner, Beitel & R.C. Moran mô tả khoa học đầu tiên năm 1989.

## Hình ảnh

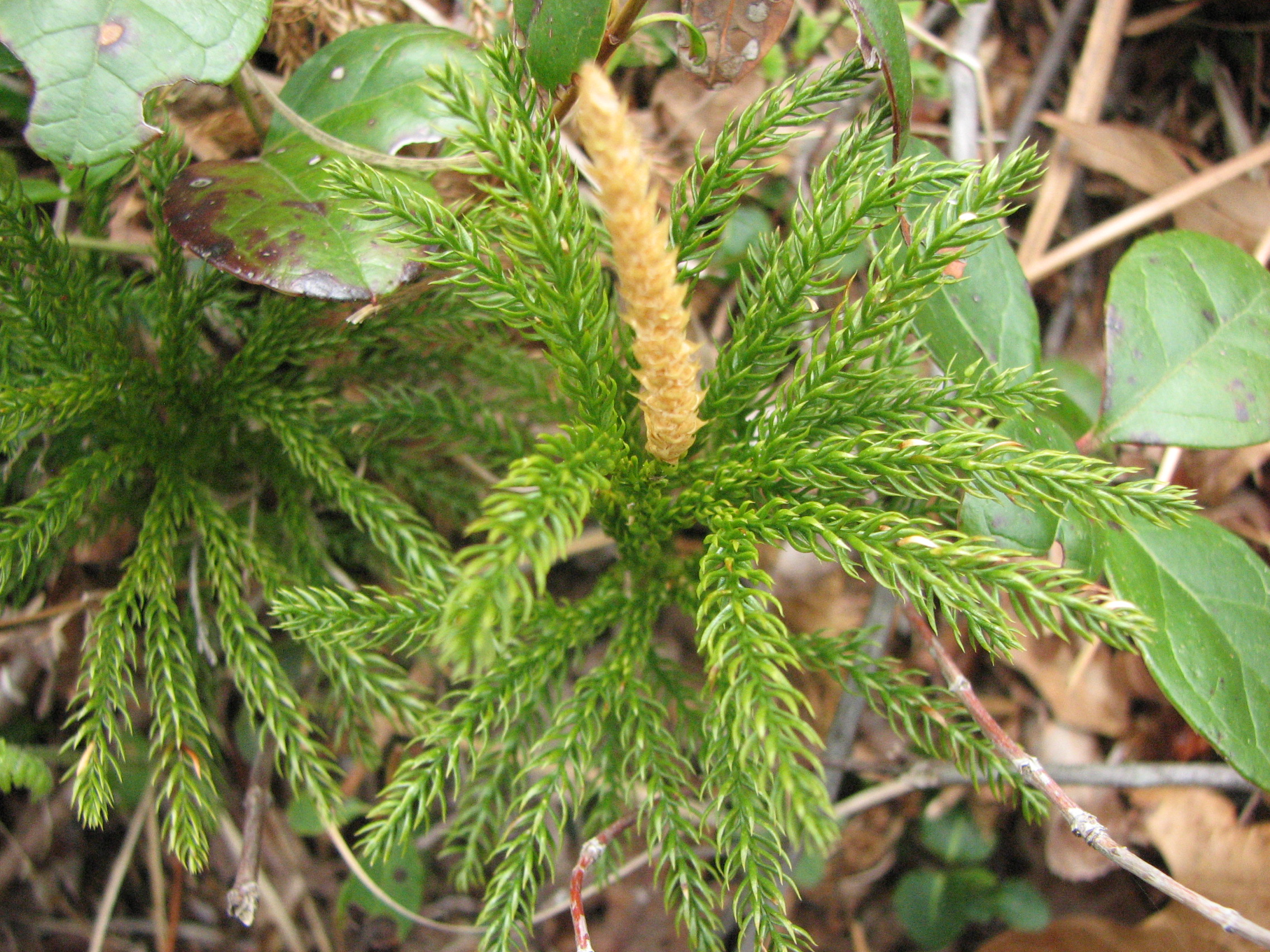